# 林屋晴三
林屋 晴三（はやしや せいぞう、1928年7月25日 - 2017年4月1日）は、日本の陶磁器研究家。
京都生まれ。京都府立京都第五中学校卒。1948年国立博物館（現・東京国立博物館）に入る。工芸課長、資料部長、1988年次長。頴川美術館理事長、菊池寛実記念 智美術館館長。2003年旭日小綬章受章、2007年織部賞受賞。
歴史学者の林屋辰三郎は従兄で、「おにいさま」と呼んでいた。

## 著書
- 『陶器全集 第18巻 高麗茶碗』平凡社 1958、新版1971
- 『日本の陶磁器』社会思想研究会出版部(現代教養文庫) 1959
- 『やきものの美 日本陶芸の流れ』河出書房新社 1960
- 『茶道具の流れ 五島美術館編 目で見る茶道辞典1』木耳社 1966
- 『陶磁大系 32 高麗茶碗』平凡社 1972
- 『古陶磁のみかた 歴史と鑑賞』第一法規出版 1983
- 『大正名器鑑 補説』アテネ書房 1997
- 『名碗は語る』世界文化社 2015。新編

### 共編著
- 『日本の陶磁』奥田誠一、小山富士夫共編 東都文化出版 1954
- 『中国の陶磁』田中作太郎、佐藤雅彦共編 東都文化出版 1955
- 『日本の美術 第15 茶の美術』林屋辰三郎、中村昌生共著 平凡社 1965
- 『日本の陶磁』全7巻 中央公論社 1971-73
- 『美術撰集 第4巻 第4集 岡山美術館名品集 陶磁』日本の文様研究会 フジアート出版 1971
- 『中国古陶磁』上下、長谷部楽爾共編 毎日新聞社 1971
- 『表千家伝来歴代家元道具』千宗員共編 主婦の友社 1973
- 『高麗李朝の陶磁』崔淳雨・長谷部楽爾共編 毎日新聞社 1974
- 『現代の陶芸 第10巻　三輪休雪・10代坂高麗左衛門・11代坂高麗左衛門・坂田泥華・12代坂倉新兵衛・14代坂倉新兵衛・大樋長左衛門・楽吉左衛門』講談社 1975
- 『日本陶磁全集 15 志野』中央公論社 1975
- 『現代の陶芸 第4巻 荒川豊蔵・石黒宗麿・金重陶陽』講談社 1975
- 『東洋陶磁大観 第1巻 東京国立博物館』長谷部楽爾共編 講談社 1976
- 『現代の陶芸 第6巻 加藤唐九郎・北大路魯山人・川喜田半泥子』講談社 1976
- 『日本陶磁全集 20 長次郎』中央公論社 1976
- 『世界陶磁全集 5 桃山 2』小学館 1976
- 『日本陶磁全集 13 伊賀』中央公論社 1977
- 『日本陶磁全集 22 光悦 玉水 大樋』中央公論社 1977
- 『日本のやきもの 10 光悦』講談社 1977
- 『日本陶磁全集 18 萩・上野・高取』中央公論社 1978
- 『世界陶磁全集7-9 江戸』永竹威、三上次男共編 小学館 1978-83
- 『茶碗 茶の本』新潮社 1978
- 『日本のやきもの=現代の巨匠 12 加藤唐九郎』講談社 1979
- 『安宅コレクション東洋陶磁名品図録』日本経済新聞社 1980
- 『現代日本陶芸全集 1 板谷波山』集英社 1980
- 『高麗茶碗』全5巻 中央公論社 1980-81
- 『世界陶磁全集 19 李朝』鄭良謨共編 小学館 1980
- 『現代日本陶芸全集 9 金重陶陽』集英社 1981
- 『現代日本陶芸全集 11 加藤唐九郎』集英社 1981
- 『現代日本陶芸全集 8 中里無庵・三輪休和』集英社 1982
- 『現代日本の陶芸 第10巻 現代の茶陶』講談社 1983
- 『現代日本の陶芸 第3巻 古典復興の名匠』講談社 1983
- 『茶道聚錦 10-12 茶の道具』小学館 1983-85
- 『現代日本の陶芸 第7巻 伝統と創造の意匠』講談社 1984
- 『日本陶磁百選』日本経済新聞社 1990
- 『日本の陶磁 現代編』全8巻 乾由明共編 中央公論社 1992-93
- 『和物茶碗　日本の美術444号』至文堂 2003 小著
- 『名碗を観る』小堀宗実・千宗屋共著 世界文化社 2011 小著